# سيمون وليامز (فنان قصص مصورة)
سيمون وليامز (بالإنجليزية: Simon Williams)‏ هو فنان قصص مصورة بريطاني، ولد في 1973 في ويلز في المملكة المتحدة.